# Rekreatur
Rekreatur ist das dritte Studioalbum der deutschen Pagan-Metal-Band Equilibrium. Es wurde am 18. Juni 2010 durch das deutsche Plattenlabel Nuclear Blast veröffentlicht.
Neben der Standardversion erschien das Album auch als 2-CD-Limited-Digipak-Edition, bei der auf einer zweiten CD fünf akustische Neuaufnahmen von Liedern aus den vier bereits veröffentlichten Tonträgern vorhanden sind. Exklusiv auf 500 Exemplare limitiert wird über den Nuclear-Blast-Mailorder zudem ein Boxset angeboten, das neben der dem Digipak auch noch eine Equilibrium-Kette und ein nummeriertes Zertifikat beinhaltet.
Die Promotion des Albums fand im Rahmen der Heidenfest-Tour zusammen mit Ensiferum, Swashbuckle und Heidevolk im Herbst 2010 statt.

## Entstehungsgeschichte

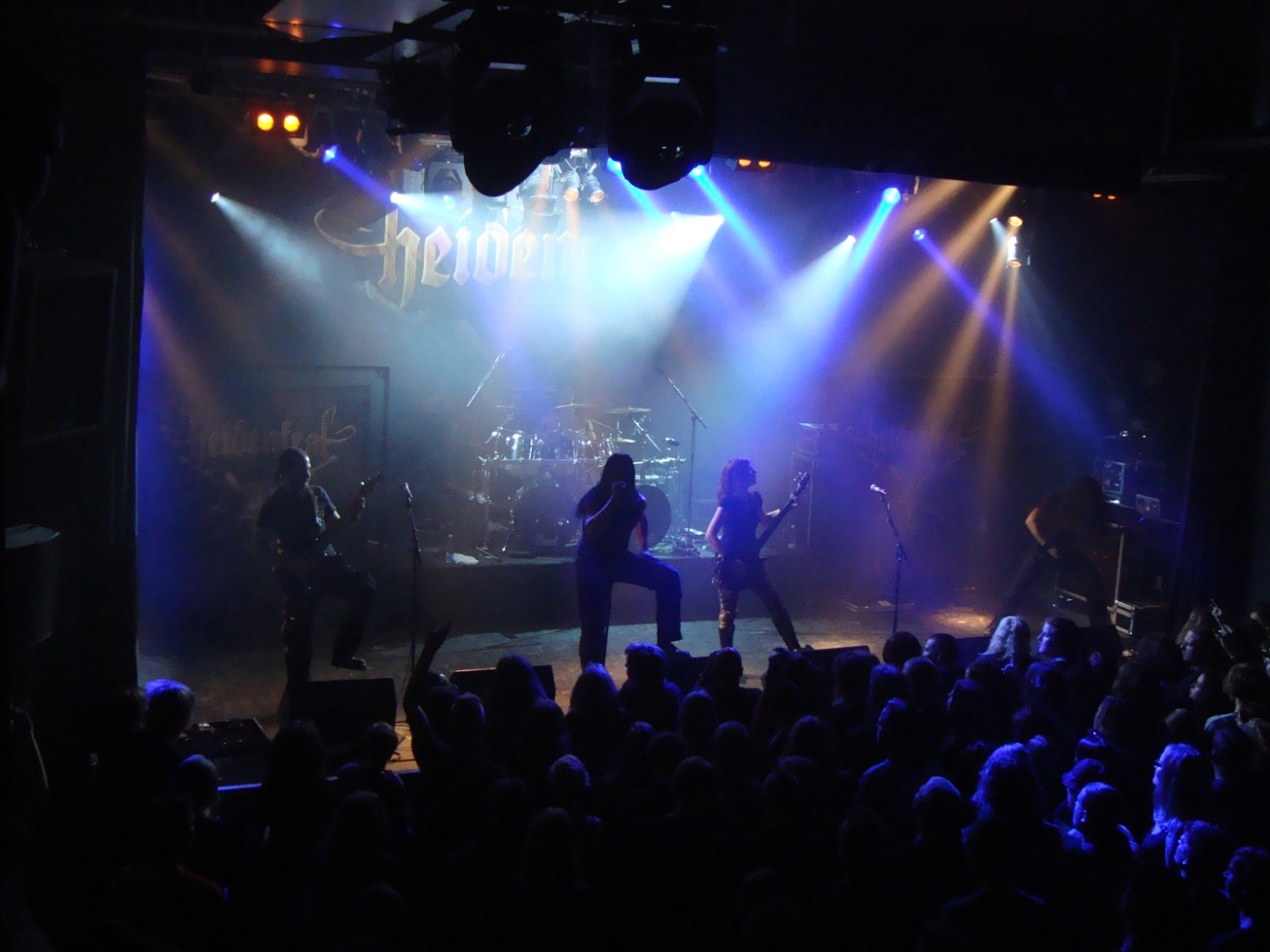
Equilibrium nach Veröffentlichung des Albums Rekreatur auf dem Heidenfest 2010: Andreas Völkl, Robse Dahn, Sandra Völkl und René Berthiaume (von links nach rechts)

Zwischen Winter 2009 und Frühjahr 2010 wurden die Aufnahmen in den Münchner Helion Studios durchgeführt. Mitten während der Aufnahmen, am 14. Februar 2010, gab Equilibrium bekannt, sich von Sänger Helge Stang und von Schlagzeuger Manuel Di Camillo zu trennen. Die offizielle Begründung lautete:

„Leider müssen wir Euch [den Fans] mitteilen, dass Helge, Manu und Equilibrium aus persönlichen Gründen getrennte Wege gehen werden. Wir sind im Guten auseinandergegangen und wünschen ihnen alles Gute für ihre Zukunft. Wir hatten wirklich tolle Momente mit ihnen auf der Bühne! Dies hat allerdings keinerlei Auswirkungen auf die Musik von Equilibrium. Die Songs werden auch weiterhin wie eh und je von René Berthiaume komponiert.“

Obwohl angekündigt wurde, dass alle angekündigten Auftritte stattfinden würden, mussten einige, darunter das Winterfire-Festival abgesagt werden, da man nicht schnell genug einen neuen Sänger und Schlagzeuger fand, beziehungsweise die neuen Musiker die Lieder noch nicht alle spielen/singen konnten.
Als neuer Sänger wurde Robert „Robse“ Dahn am 2. bzw. 4. März vorgestellt, der auch Sänger bei der Frankfurter Band Vrankenvorde ist. Dahn war bereits langjähriger Freund Berthiaumes und sollte ursprünglich bei einem Nebenprojekt von ihm Sänger werden. Neuer Schlagzeuger wurde der aus Israel stammende Tuval 'Hati' Refaeli, der auch bei der israelischen Brutal-Death-Metal-Band Viscera Trail aktiv ist. Da die Schlagzeugspuren der Lieder noch vor der Trennung durch Manuel Di Camillo eingespielt worden, hat Hati Rafaeli lediglich beim Videoclip mitgewirkt. Für Robse Dahn stellt das Album hingegen die erste Veröffentlichung der Band dar, bei der er singt.
Zur Single Die Affeninsel wurde ein Cover-Artwork-Contest veranstaltet, bei dem die Fans aufgerufen waren, ein Cover zu gestalten. Für den Gewinner Tobias Watzl gab es eine handsignierte Version der Single und das Backbanner, welches Equilibrium in den letzten Jahren als Bühnendekoration verwendet hatte. Am 11. Juni 2010 stellte Equilibrium das neue Album in voller Länge auf Myspace zum Anhören bereit und nahm es eine Woche später, am 18. Juni, dem Verkaufsstart des Albums, wieder heraus.

## Titelliste
Alle Lieder wurden von René Berthiaume komponiert, alle Texte von Andreas Völkl geschrieben.
| # | Titel                      | Länge |
| - | -------------------------- | ----- |
| 1 | In heiligen Hallen         | 6:11  |
| 2 | Der ewige Sieg             | 4:16  |
| 3 | Verbrannte Erde            | 5:43  |
| 4 | Die Affeninsel             | 5:08  |
| 5 | Der Wassermann             | 6:32  |
| 6 | Aus ferner Zeit            | 9:21  |
| 7 | Fahrtwind                  | 4:49  |
| 8 | Wenn Erdreich bricht       | 6:59  |
| 9 | Kurzes Epos (Instrumental) | 13:02 |

| # | Titel (alle akustisch) | Länge |
| - | ---------------------- | ----- |
| 1 | Der ewige Sieg         | 4:18  |
| 2 | Nach dem Winter        | 4:11  |
| 3 | Blut im Auge           | 4:43  |
| 4 | Die Prophezeiung       | 5:09  |
| 5 | Heimwärts              | 2:32  |

### Inhalte der Lieder
1. In heiligen Hallen handelt von einem Volk, das in Stollen einen Schatz behütet und ihn im bevorstehenden Gefecht gegen die Angreifer verteidigen muss.
2. Der ewige Sieg handelt vom Erneuerungsprozess in der Natur und im Menschen zur Jahreswende. Es stellt laut Berthiaume somit auch eine Verbindung zum Albumtitel dar.[9]
3. „In Verbrannte Erde geht es um den Aufmarsch eines Heeres vor den ersten Angriffswellen, um ungebrochenen Siegeswillen und Entschlossenheit die bevorstehende Schlacht trotz vorheriger Rückschläge siegreich zu schlagen.“[5]
4. „Die Affeninsel handelt von einem Abenteuer in einem von hier fernen, warmen Land, in dem [von einem Piraten] drei Prüfungen erfüllt werden müssen um einen Aufnahmeritus zu erfüllen“, so Texter Andreas Völkl.[5] Inspiriert wurde er zu dem Text durch den Anfang des Adventure-Spiels The Secret of Monkey Island.[5]
5. Der Wassermann handelt von einem bösartigen Wassermann, der unachtsame Menschen in „seinen“ Weiher zieht und dort ihre Seelen in Gefäßen einsperrt. Er hegt mit einem nicht weit vom Weiher entfernt wohnenden Bauern eine enge Freundschaft, so dass dieser eines Tages in das Unterwasserhaus des Wassermanns darf. Wütend und entsetzt über die Grausamkeit des Wassermanns bricht der Bauer einige Tage später, als der Wassermann auf „Seelenfang“ ist, in das Unterwasserhaus ein und befreit die gefesselten Seelen. Daraufhin schwört der Wassermann ihm „finst’re Rache“.
6. Aus ferner Zeit erzählt von einer sehr weisen, aus Feuer geschaffenen Frau, die lange Zeit in der Erde ruhte und gekommen ist, um den Menschen „den Weg zu weisen“. Musikalisch stellt dieses Stück eine Art Medley dar, welches Ausschnitte aus älteren Liedern der Band aufgreift.[10]
7. Fahrtwind berichtet von einer Gruppe Reisender, die auf einem „knacksenden, dröhnenden, ächzenden und quietschenden“[11] Wagen von ihrem Haus wegfahren und andere Wanderer auffordern mitzufahren. Das Ziel der Reise ist nicht ersichtlich.
8. Wenn Erdreich bricht handelt von einem grausamen König „in Perchtas Landen“,[12] der mit seiner Frau und seinen sieben Kindern auf die Jagd geht. Dabei wird durch seine Pferde und Jagdhunde eine alte Frau, ihr Enkel und noch einige weitere Erwachsenen mutwillig getötet. Im Sterben verflucht die Frau den König, woraufhin die Erde aufreißt und die Königsfamilie durch die aufströmenden Lavamassen versteinert wird.
9. Kurzes Epos – Instrumental

## Stil

### Musik
Die Lieder werden vornehmlich von klassischen und folkloristischen Melodien dominiert, die oftmals den großen, bombastischen Orchester-Arrangements von Hans Zimmer ähneln. Melodieführendes Instrument ist daher fast ausschließlich das Keyboard, während die Gitarren nur begleitende Funktion haben. Das Schlagzeugspiel ist geprägt von Blastbeats und Doublebass Rhythmen, gelegentlich finden sich auch Humppa-Elemente, die jedoch nicht mehr so präsent sind, wie zum Beispiel noch auf Turis Fratyr. Alle auf dem Album vorkommenden Instrumente wurden von den Musikern selbst eingespielt, und auch auf die Verwendung von Triggern wurde verzichtet. Der Gesang wechselt von tiefem Growling zu hohem Screaming, Zwischenstufen gibt es kaum. Am Ende von Wenn Erdreich bricht und in Kurzes Epos singt bei einigen Passagen Gabi Koss, die auch bereits auf Turis Fratyr bereits als Gastsängerin mitgewirkt hat.
Alleiniger Komponist der Band ist René Berthiaume, der besonders oft mit Tonart-Wechseln experimentierte und den Liedern durch anspruchsvolle Melodieführungen und Stimmungen eine tiefere Dimension verlieh. Neben neoklassischen Einflüssen in nahezu allen Liedern greift Berthiaume in Die Affeninsel exotische Elemente des Calypsos auf, in der Der Wassermann bedient er sich an Elementen der asiatischen Volksmusik. Darüber hinaus weist das Album Einflüsse der lateinamerikanischen Musik und des Irish Folk auf.
Aufgrund der unterschiedlichen Einflüsse passt Rekreatur in keines der etablierten Genres. Neben dem Pagan Metal und dem Melodic Death Metal lässt sich das Album teilweise dem Symphonic Metal, dem Folk Metal und dem Neoklassischen Metal und, zumindest bezogen auf das Lied Wenn Erdreich bricht, auch dem Melodic Black Metal zuordnen.

### Texte
„Jeder Song auf dem Album hat seine eigene Geschichte […]“, so Berthiaume. Andreas Völkl, der alle Songtexte verfasst hat, konkretisierte dies noch: „Wir haben uns teilweise auf alte Sagen bezogen, aber auch eigene Geschichten erdacht, bzw. auch inhaltlich von expliziten Sagen unabhängig geschrieben. Es gibt tiefgründige und frei interpretierbare Texte als auch einige Seitenhiebe auf die frühen Equi[librium] Jahre und unsere Entwicklung. […]“
Während einige Texte sehr offensichtlich über den Inhalt Auskunft geben, sind andere anspruchsvoller und für den Hörer schwerer zu verstehen, da zum Beispiel das lyrische Ich undefiniert bleibt und zahlreiche rhetorische Mittel in die Texte eingebracht wurden.
Die Texte sind alle auf Deutsch verfasst und weisen oftmals starke Ähnlichkeiten zu Knittelversen auf. Vorwiegend enden die Verse mit einem Paarreim, einige schließen ohne erkennbaren Reim oder nur mit einem unreinen Reim. Gelegentlich finden sich auch Kreuzreime oder umarmende Reime. Um mit dem Rhythmus der Musik zu harmonieren, tauchen in nahezu allen Texten eine Vielzahl von Apostrophierungen und Ellipsen auf.

### Cover
Das Cover zeigt einen Wolpertinger nachts auf einem Felsen sitzend. Dieser repräsentiert die Vielfalt der Band und ihre damit verbundenen Einflüsse aus den „verschiedensten Richtungen, sei es asiatisch, irisch oder karibisch“. Rechts im Mittelgrund sieht man einen See in den einige Wasserfälle fließen. Im linken Mittelgrund sieht man zwei große Nadelbäume, die vor einem Wald stehen, der sich über den linken Teil des Hintergrundes erstreckt. Im rechten und oberen Bereich des Hintergrundes ist ein Nachthimmel mit Mond abgebildet sowie drei Vogelsiluetten. Gestaltet und Entworfen wurde das Cover sowie das Booklet durch die Venezolanerin Alev, die auch bereits das Design für das Unbesiegt-T-shirt entworfen hatte.

## Musikvideo
Zu Der ewige Sieg wurde ein Musikvideo in HD-Qualität gedreht. Die Regie führte Florian Puchert, ein langjähriger Freund der Band, für dessen Filme René Berthiaume bereits einige Lieder komponiert hatte. Die Produktion übernahm Toby Bräuhauser von der Filmgesellschaft Piratenfilm, den Schnitt sein Kollege Wolfgang Weigl. Kameramann war Axel König von der Filmgesellschaft Moviekombinat. Anders als bei dem Videoclip zu Blut im Auge (vom Album Sagas) wurde bei diesem auf digitale Effekte verzichtet, um das Video natürlicher und realistischer erscheinen zu lassen. Das Video wurde am 16. Juni 2010 auf Myspace und YouTube veröffentlicht.

### Handlung
Am Anfang des Videos kriechen die Bandmitglieder einzeln aus einer engen Höhle heraus. Im Folgenden besteigen sie, ebenfalls einzeln, einen sehr steilen, nassen und teilweise schneebedeckten Berg. Dies symbolisiert den im Lied thematisierten Erneuerungsprozess des Menschen (von ganz unten nach ganz oben). Unterbrochen werden diese Naturszenen immer wieder durch längere Szenen die die Band im Filmstudio bei einer „Liveperformance“ zeigen. Die Musiker werden dort sowohl einzeln in Nahaufnahmen als auch zusammen in der Halbtotalen gezeigt. Im Interlude werden immer wieder Panoramaszenen der Schnee- und Nebelbedeckten Alpen gezeigt. Das Konzept der Liveszenen mit Unterbrechungen durch die Wanderszenen setzt sich im weiteren Verlauf des Videos fort, bis Robse Dahn schließlich als erster den Berg erreicht und kurz darauf die weiteren Bandmitglieder eintreffen. Von einem kleinen Plateau blicken sie schließlich gemeinsam in das Tal, und somit auf den zurückgelegten Weg. Dadurch wird der Abschluss der Erneuerung verbildlicht. Der Videoclip endet mit dem fulminanten Outro des Liedes.

## Kritik
Insgesamt fallen die Kritiken zu Rekreatur sehr unterschiedlich aus. Nahezu überall werden, wie auf den Vorgängeralben, die ausgefallenen und abwechslungsreichen atmosphärischen und epischen Kompositionen gelobt, die auf Rekreatur durchdachter und „erwachsener“ wirken. Unklarheit bei den Kritikern herrscht beim Gesang Robse Dahns. Einerseits wird er sehr gelobt, in den Augen anderer Kritiker gilt er hingegen als der große Schwachpunkt des Albums, da er nach deren Ansicht oftmals nicht mit den hochmelodiösen Liedern harmoniere, keine Akzentuierungen setze und nahezu durchgängig unverständlich sei. Laut musikreviews.de stellt dies eine Vergeudung der Möglichkeit dar, den besonderen Charme zu nutzen, der sich durch die Verwendung der deutschen Sprache ergeben könnte. Zudem ebne der Gesang die Lieder ein, da er durch die Eindimensionalität die eigentlichen Melodien zurückdränge. Gelobt wird hingegen meist das „grandiose“ instrumentale Outro mit dem ironischen Titel Kurzes Epos, da dieses kurzweilig, spannend und abwechslungsreich arrangiert sei, was nicht zuletzt an dem Weglassen des männlichen Gesangs liege. Positiv bewertet wird zudem die gute Produktion des Albums, die sich von Turis Fratyr und Sagas deutlich abheben würde.
musikreviews.de bewertete das Album daher mit 9 von 15 Punkten und kommt zum Fazit:

„Equilibrium verbinden klassische, dramatische Film-Soundtracks, sowie Folk und Pagan Metal zu einer packenden, mitreißenden Mischung, zumindest musikalisch. Aber aufgrund der teilweise richtiggehend störenden Vocals gibt es einen deutlichen Punktabzug, hier wären mehr Abwechslung und Akzente nötig gewesen, vor allem aber einfach eine bessere Verständlichkeit. Mir persönlich sind auf „Rekreatur“ auch ein paar der schnellen Party-Nummern zu viel enthalten. Die getragene und epische Seite der Band kommt mit Songs wie „Verbrannte Erde“ und „Wenn Erdreich Bricht“ für meinen Geschmack ein wenig zu kurz.“

Ebenfalls eine eher schlechte Kritik kommt von metal.de, wo das Album nur mit 6 von 10 Punkten bewertet wurde:

„[…] Equilibrium [bemühen sich] offensichtlich, die Tracks abwechslungsreich zu gestalten, spielen geschickt mit Rhythmus- und Tempo-Wechseln und lassen jedes Stück eine eigene Geschichte erzählen, ihr eigenwilliger Stil jedoch, besonders die alles übertönenden Synthies, machen es nahezu unmöglich, den Songs einen eigenen Charakter zu verleihen, wodurch “Rekreatur” meiner Meinung nach schnell langweilig wird. Der fast schon krampfhafte Versuch, in den Tracks stark zu variieren, führt sogar leider dazu, dass das Album als Ganzes keine Wirkung entfalten kann, sondern nur wie eine zerstückelte Aneinanderreihung einzelner Songs wirkt.
Zudem haben sich Equilibrium zwar seit “Sagas” weiter entwickelt und zeigen neue Facetten ihrer Musik, beginnen aber bereits jetzt, sich zu wiederholen, so kommen mir so einige Riffs, Songstrukturen oder Arrangements mehr als bekannt vor. Trotzdem ist “Rekreatur” insgesamt kein schlechtes Album und wird Fans der Kombo mit Sicherheit begeistern. Ein Meisterwerk ist es jedoch sicher nicht, dafür sind die Tracks zu vorhersehbar und kein Song sticht besonders aus den anderen hervor.“

Die Kritik von metalnews.de fällt komplett anders aus. Das Webzine bewertet Rekreatur mit 7 von 7 Punkten und schreibt:

„[…]der Sängerwechsel [stellt] für die Band kein großes Problem dar. Im Gegenteil, Equilibrium scheinen in der Form ihres Lebens zu sein. Etwas druckvoller und verspielter als noch zuvor, macht sich die Band also bereit, die Welt fest in ihren Griff zu nehmen. Das Album bietet jedenfalls alles, was das Fanherz begehren dürfte. Alte Fans dürften zufrieden sein und neue an Land gezogen werden. Am Ende ist es eine rundum perfekte Sache die „Rekreatur“ darstellt.“

Auch powermetal.de lobt das Album, vergibt 9 von 10 Punkten und kommentiert:

„Überbordend, emotional, überfordernd, psychedelisch, fett, laut, wechselhaft und zum Abgehen prädestiniert – der klassische EQUI-Speed-Trip eben. Im Vergleich zu "Sagas" sind gerade die erwachseneren Kompositionen eine echte Steigerung und zeigen, dass EQUILIBRIUM noch lange nicht am Ende sind. Nein, vielmehr scheint es fast so, als würde nun eine neue Dekade anbrechen, die die Band noch weiterbringt. […]“

Eine neutral gehaltene Kritik kommt von vampster.com:

„Bisherige Fans des Quintetts werden folglich auch mit den neu formierten EQUILIBRIUM ihren Spaß haben. Zwischen Turisas und Akrea hält "Rekreatur" ein paar Hits parat, genauso wie eine Handvoll typischer Kompositionen aus dem Folk Metal-Baukasten. Für die seichte Unterhaltung auf der nächsten Metalparty genau das Richtige, sucht man Tiefgang und Mut hingegen nach wie vor woanders.“